# JR貨物U30A形コンテナ
U30A形コンテナ（U30Aがたコンテナ）は、1988年度に登場した、日本貨物鉄道（JR貨物）輸送用として籍を編入している20 ft 級・標準内容積30 m3 の私有コンテナ（ドライコンテナ）である。

## 概要
本形式の数字部位 「 30 」は、コンテナの容積を元に決定される。このコンテナ容積30 m3の算出は、厳密には端数四捨五入計算の為に、内容積29.5 m3 - 30.4 m3 の間に属するコンテナが対象となる。また形式末尾のアルファベット一桁部位「A」は、コンテナの使用用途（主たる目的）が「普通品の輸送」を表す記号として付与されている。

## 特記事項
日本国有鉄道時代に運用されていたUC5形の後継形式として全国的に使用されている。

## 番台毎の概要

### 0番台
- 1 - 5 : 水島臨海通運所有。総重量11.5t。

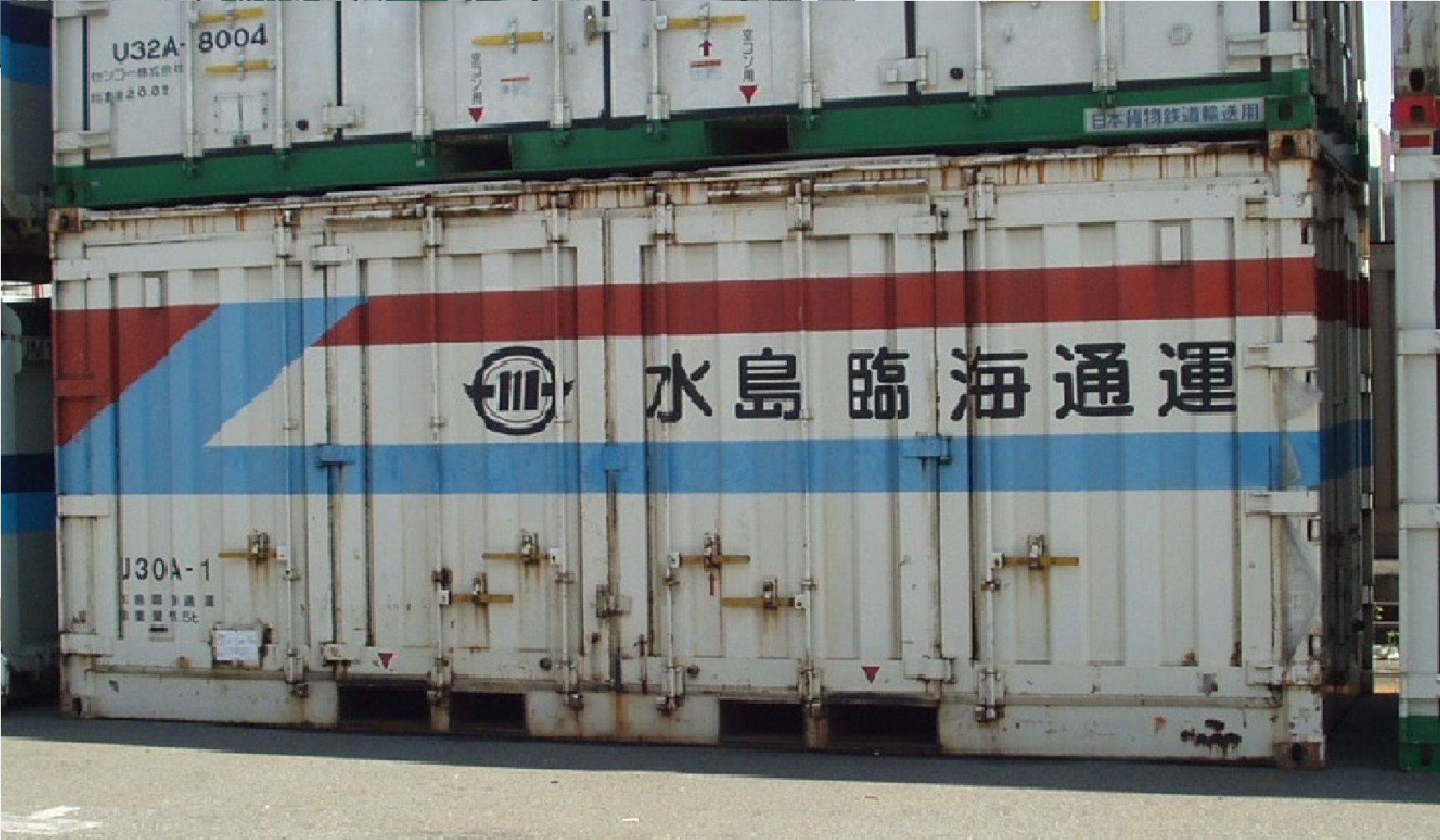
U30A-1 水島臨海通運所有。 ※登場時のオリジナルカラー。
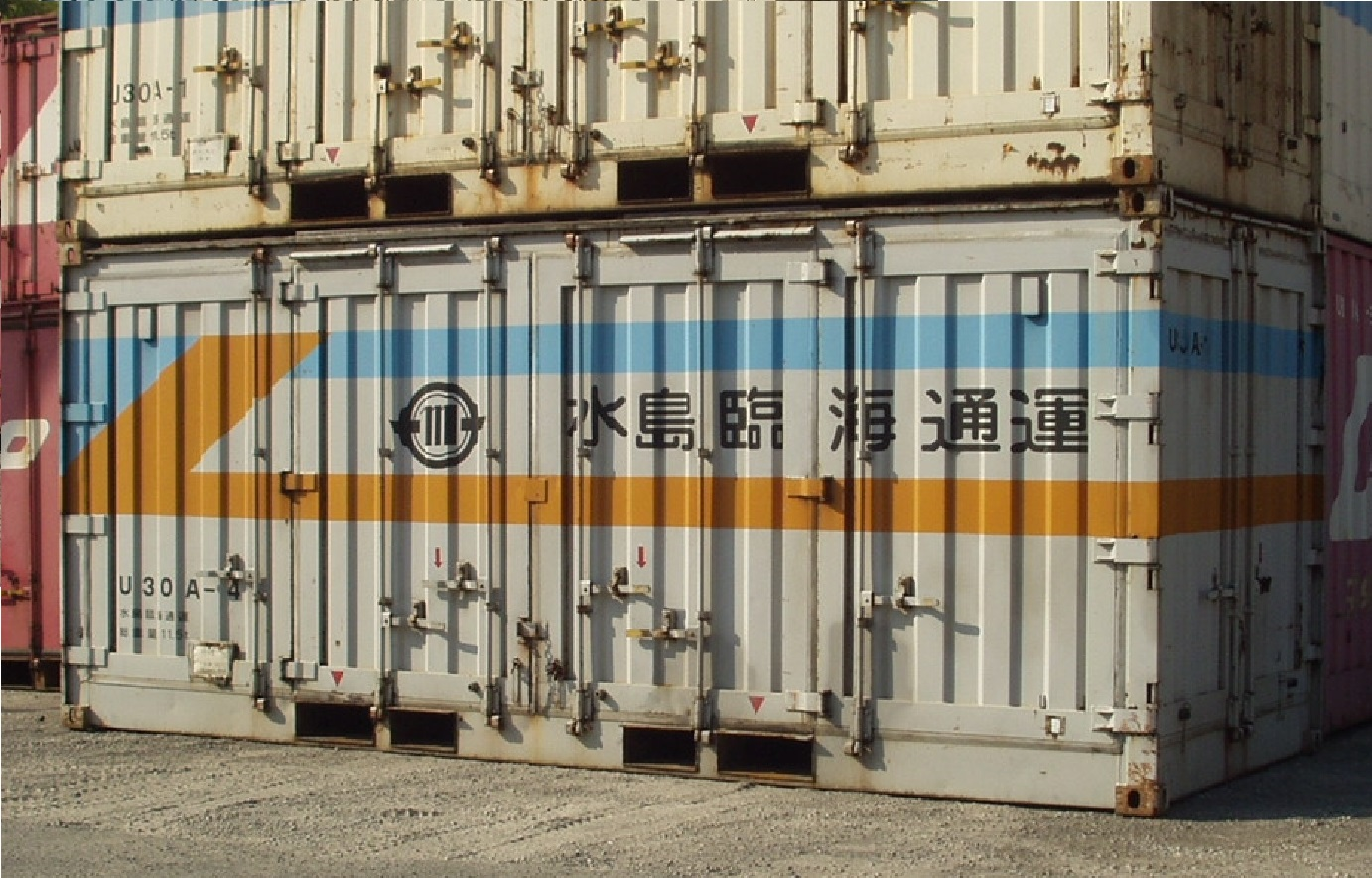
U30A-4 水島臨海通運所有。 ※ 国鉄時代から続くいわゆる「水島カラー」へ変更。

- 6 - 10 : 中央通運所有。総重量11.5t。

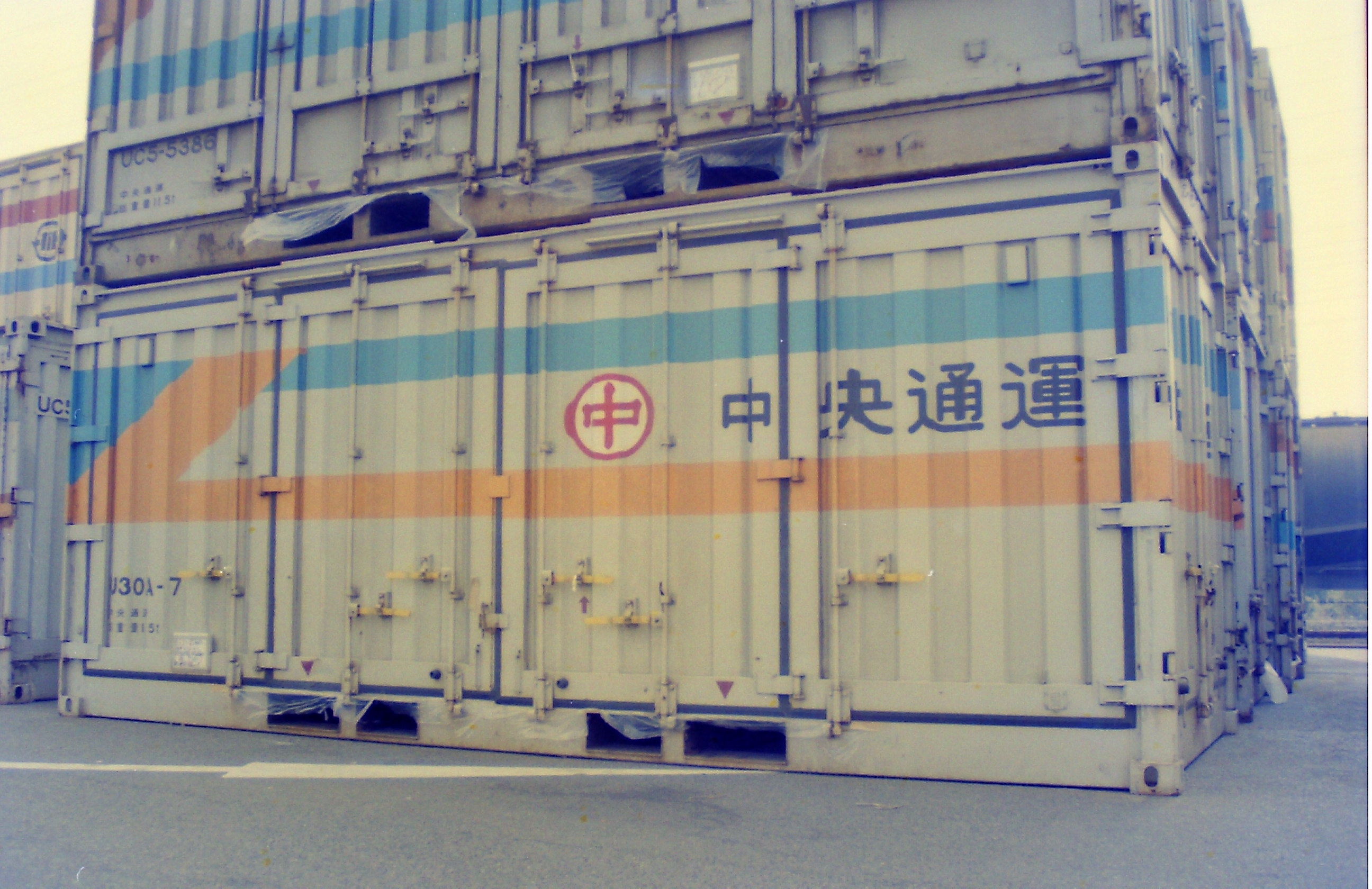
U30A-7 中央通運所有。 ※ 登場時からすでに伝統の「水島カラー」仕様。

- 11 ・ 12 : 日本フレートライナー所有。
- 13 : 日本フレートライナー所有（松岡満運輸借受）。
- 14 : 日本フレートライナー所有。
- 15 : 日本フレートライナー所有（越谷貨物ターミナル活用）。
- 16 - 30 : 日本フレートライナー所有。
- 31 - 40 : 大栄運輸所有。
- 41 - 43 : 日本フレートライナー所有。
- 44 - 47 : 日本フレートライナー所有（松岡満運輸借受）。
- 48 - 53 : 日本フレートライナー所有。
- 54 ・ 55 : 日本フレートライナー所有（松岡満運輸借受）。
- 56 - 65 : 日本フレートライナー所有。
- 66 ・ 67 : 日本フレートライナー所有。自重2.8t、総重量10.0t。
- 68 - 75 : 日本フレートライナー所有。
- 76 : 日本フレートライナー所有（松岡満運輸借受）。

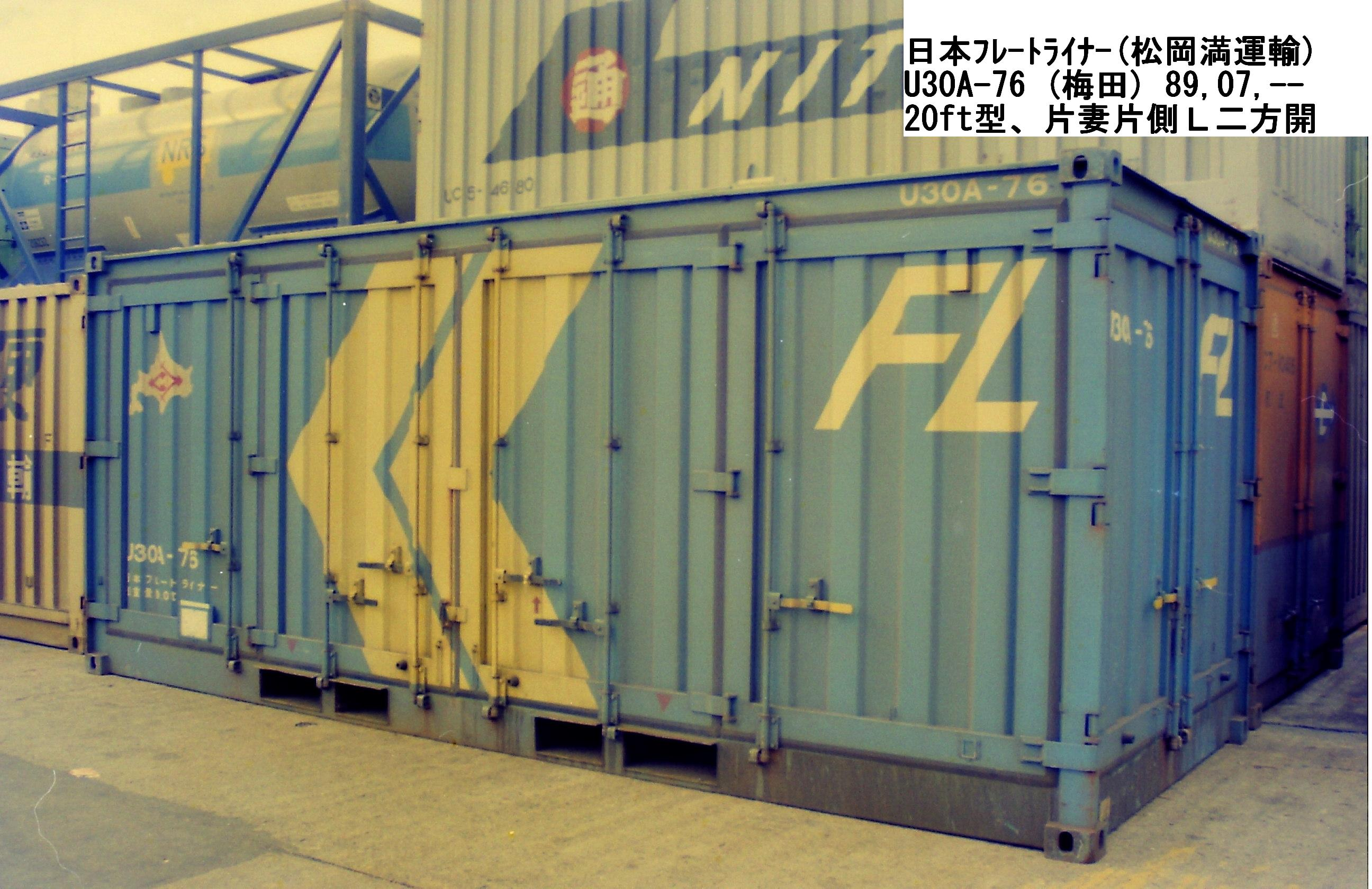
U30A-76 日本フレートライナー所有（松岡満運輸借受）。

- 77 - 80 : 日本フレートライナー所有。
- 81 ・ 82 : 山九所有。自重2.8t、総重量12.3t。

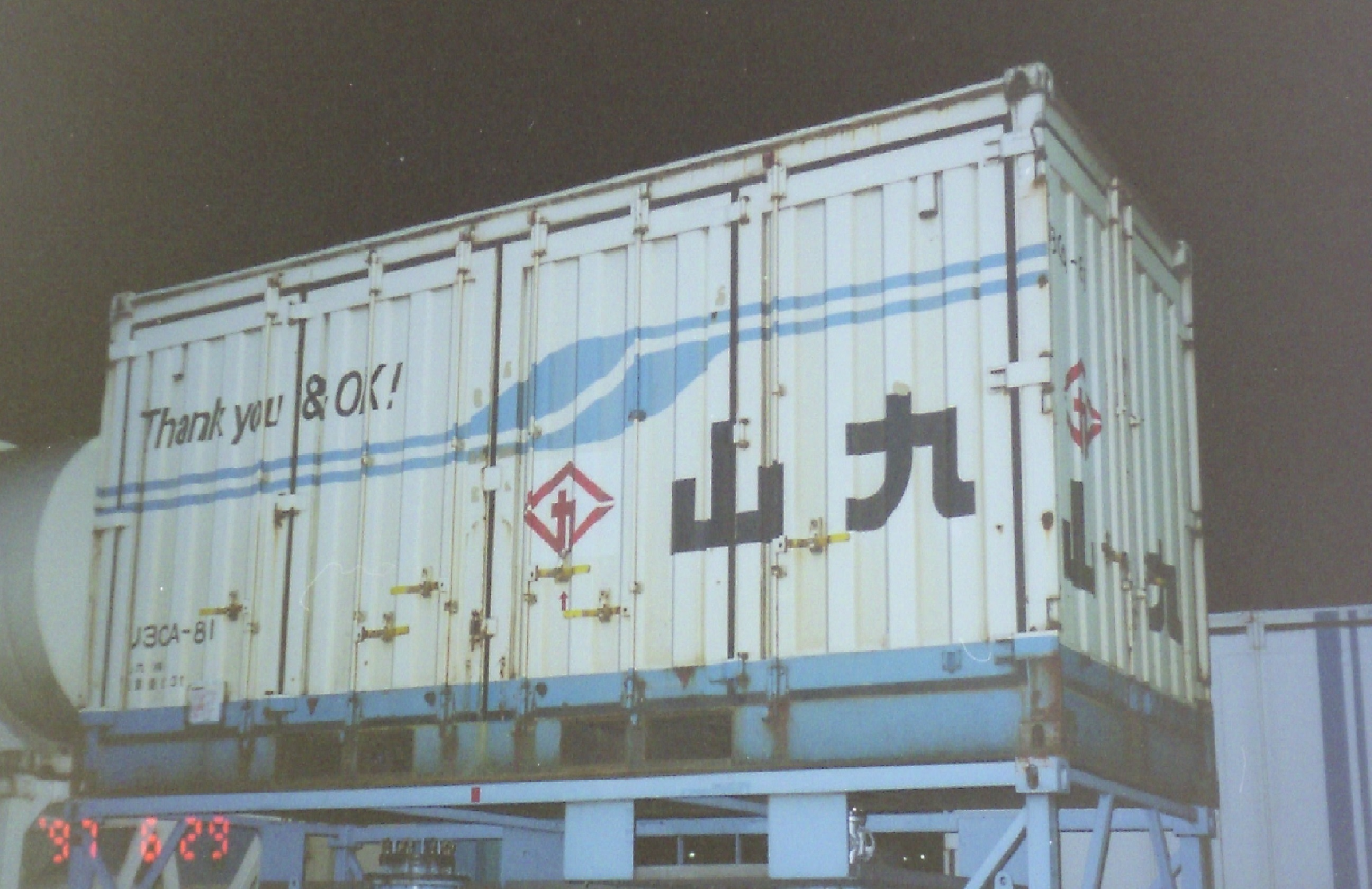
U30A-81 山九所有。

- 83 - 107 : 西濃運輸所有。総重量11.5t。

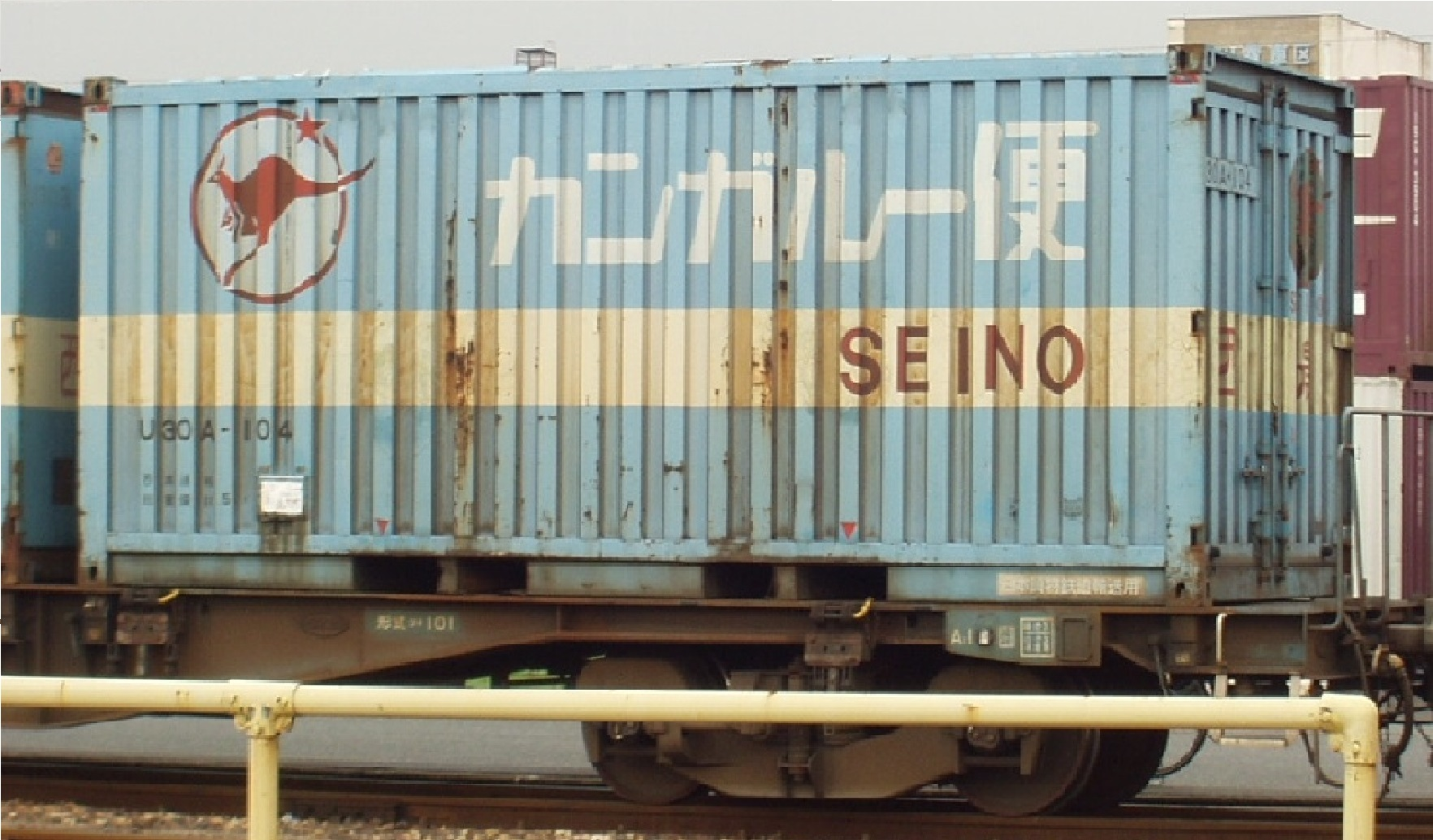
U30A-104 西濃運輸所有。

- 108 - 111 : 日本石油輸送所有（堺通運借受）。総重量12.3t。後に借り受け解除により日本石油輸送へ返却。

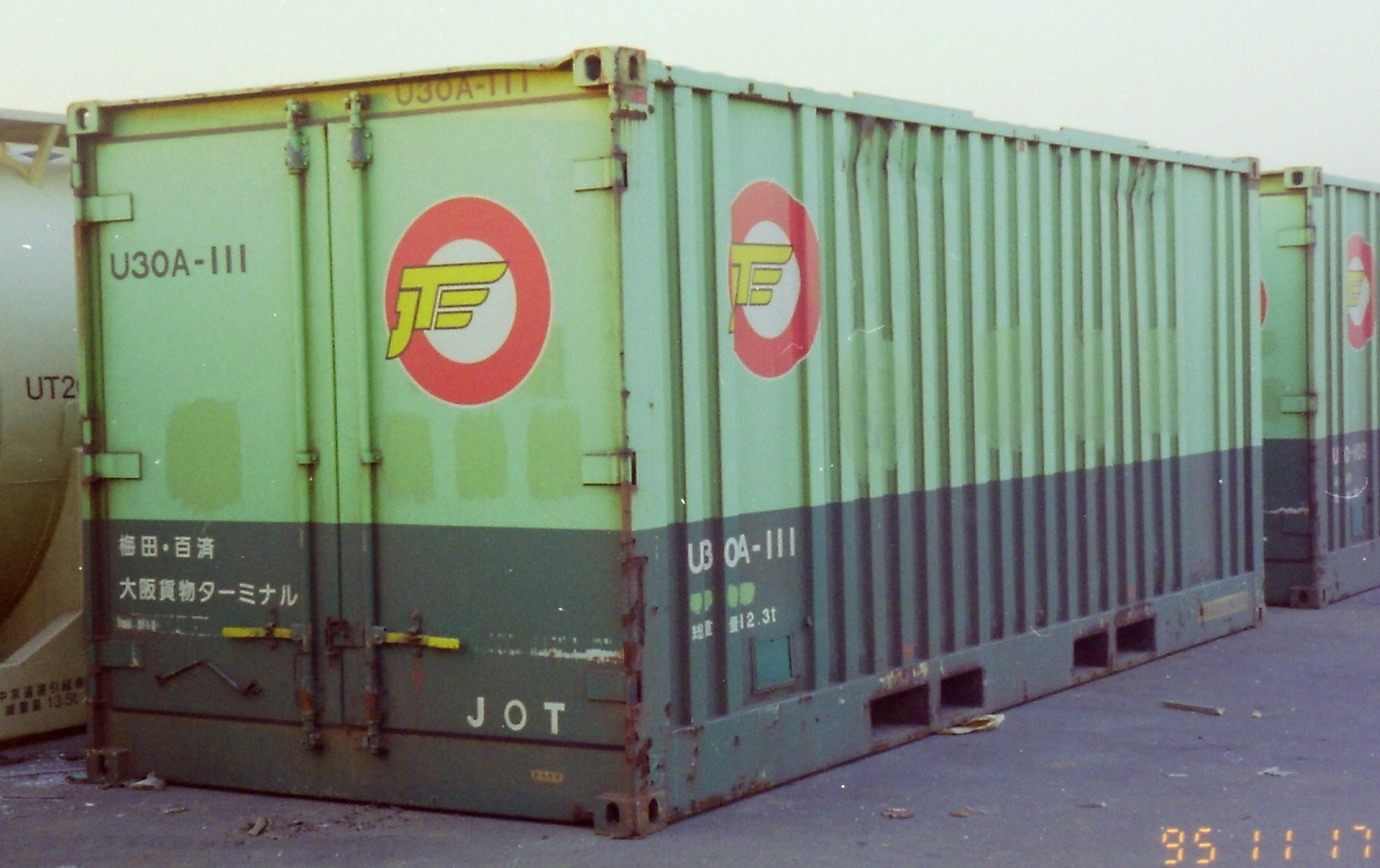
U30A-111 日本石油輸送所有。

- 112 - 121 : センコー所有。総重量11.5t。

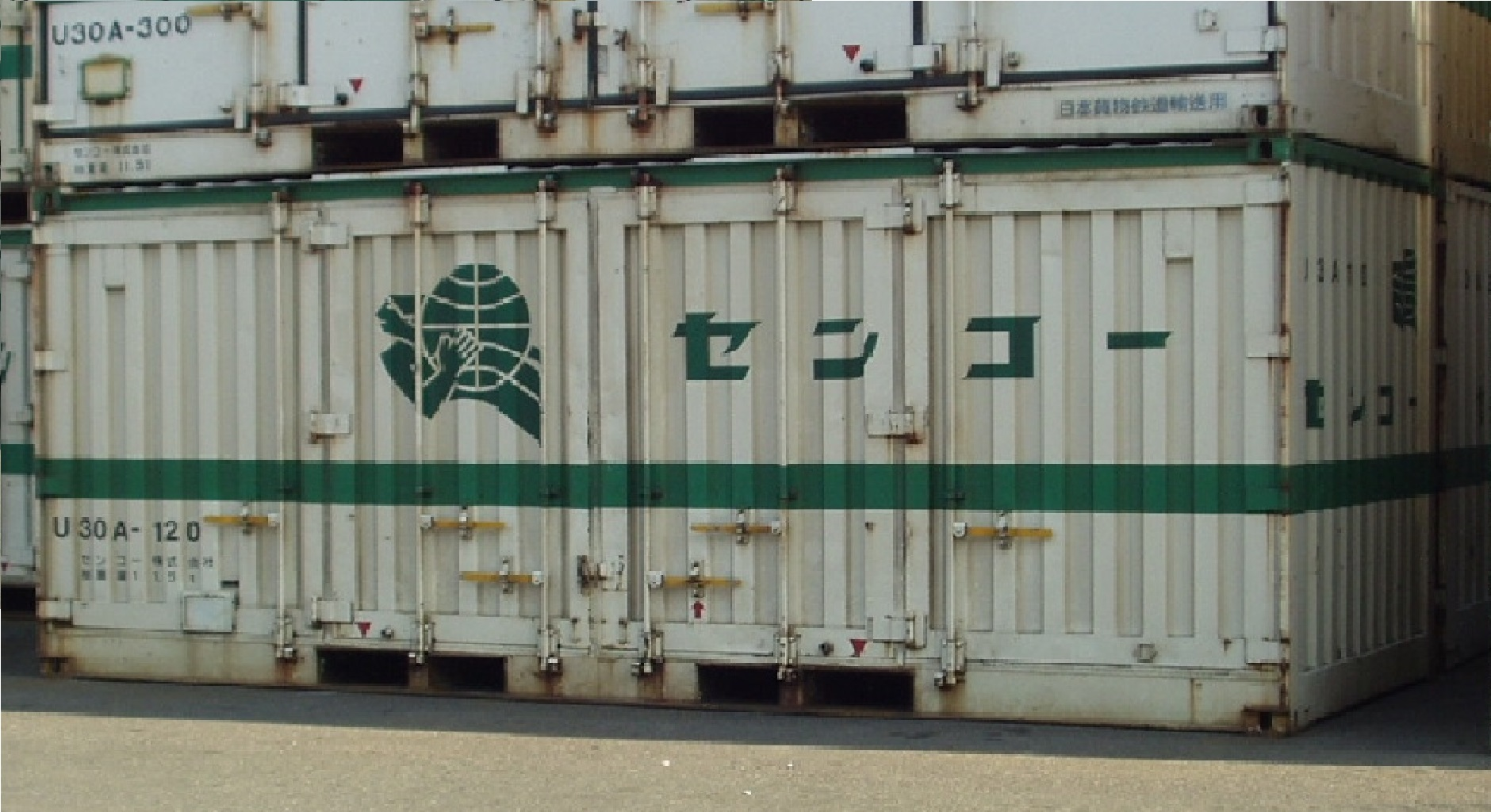
U30A-120 センコー所有。 ※ 正面となる片側のみの開閉構造。

- 122 - 221 : 福山通運所有。総重量12.3t。

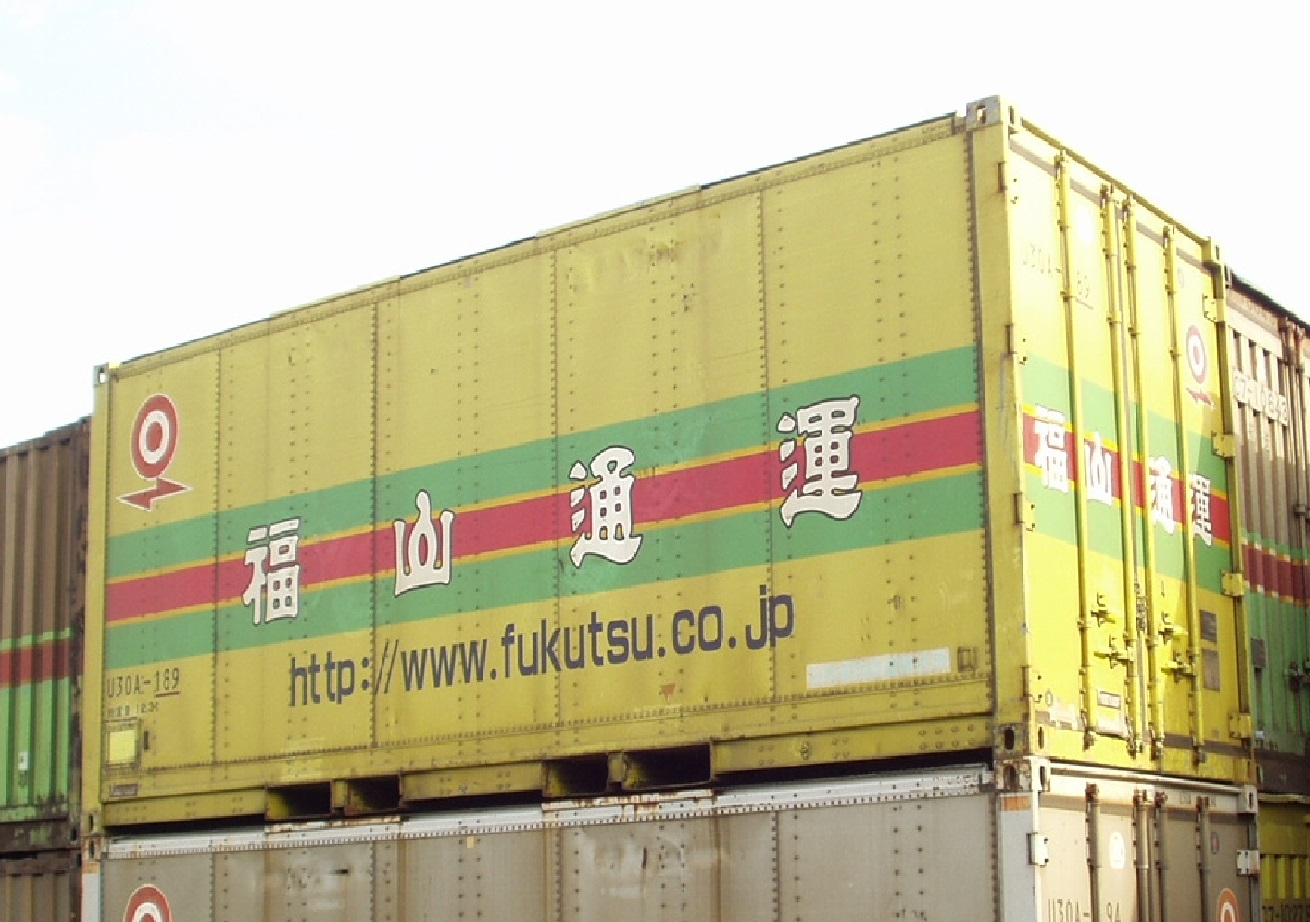
U30A-189 福山通運所有。 ※ 登場時から二回目のカラーリング。
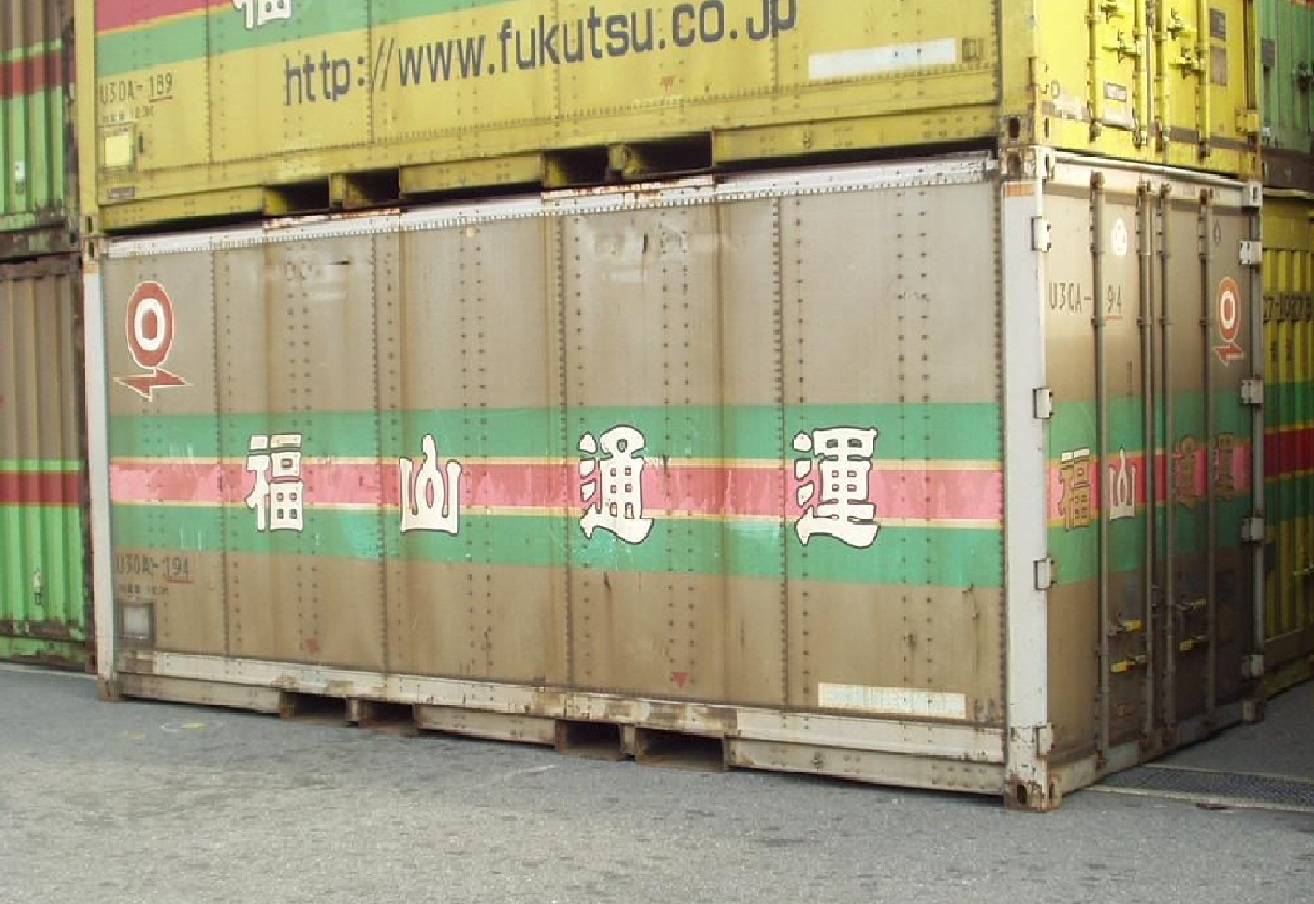
U30A-194 福山通運所有。 ※ 登場時からのカラーリング。

- 222 : 日本石油輸送所有（神奈川臨海通運借受）。総重量12.3t。後に日本フレートライナー所有へ変更。
- 223 : 日本石油輸送所有（神奈川臨海通運借受）。総重量12.3t。後に日本石油輸送所有（日本フレートライナー借受）へ変更。

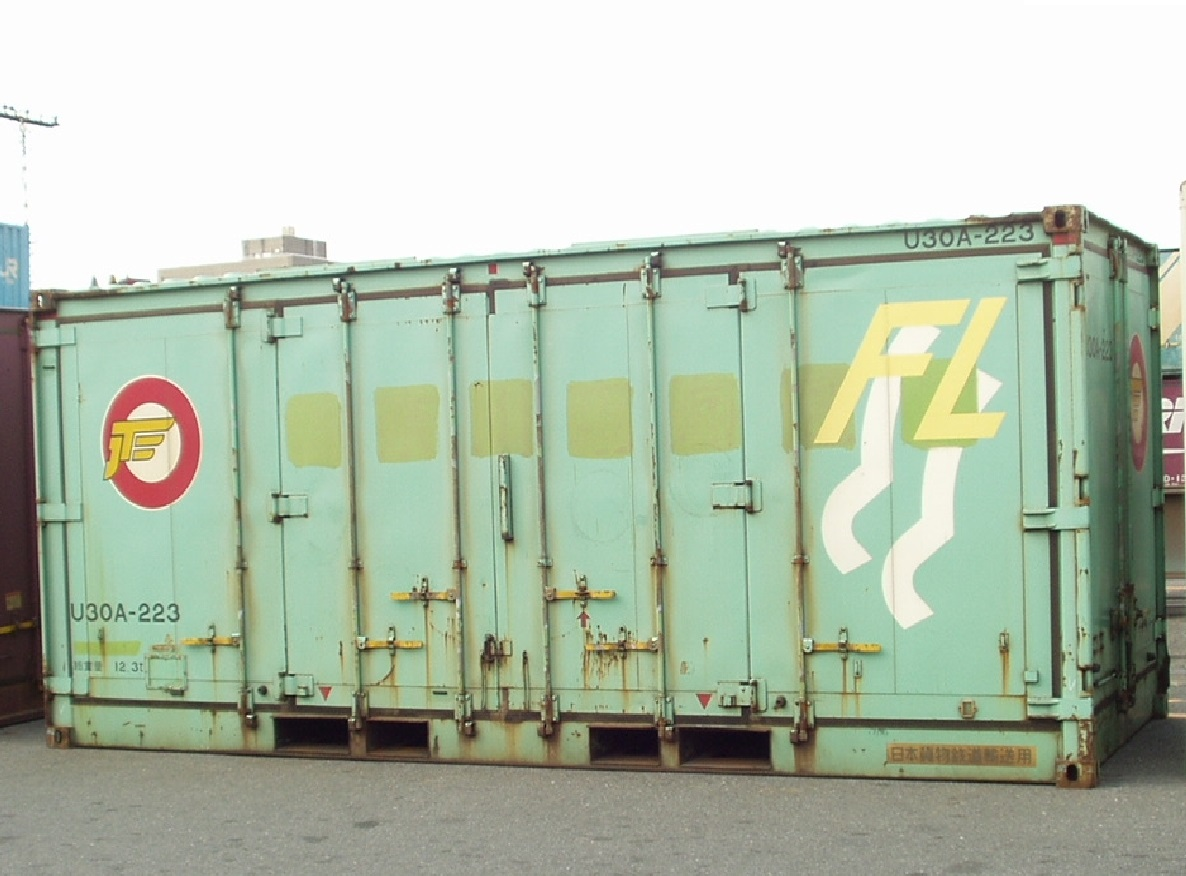
U30A-223 日本石油輸送所有（日本フレートライナー借受）

- 224 : 日本石油輸送所有（神奈川臨海通運借受）。総重量12.3t。後に日本フレートライナー所有へ変更。
- 225 : 日本フレートライナー所有（松岡満運輸借受）。後に借り受け解除によりフレートライナー所有へ変更。
- 226 : （不明）
- 227 : 日本フレートライナー所有（松岡満運輸借受）。後に借り受け解除によりフレートライナー所有へ変更。

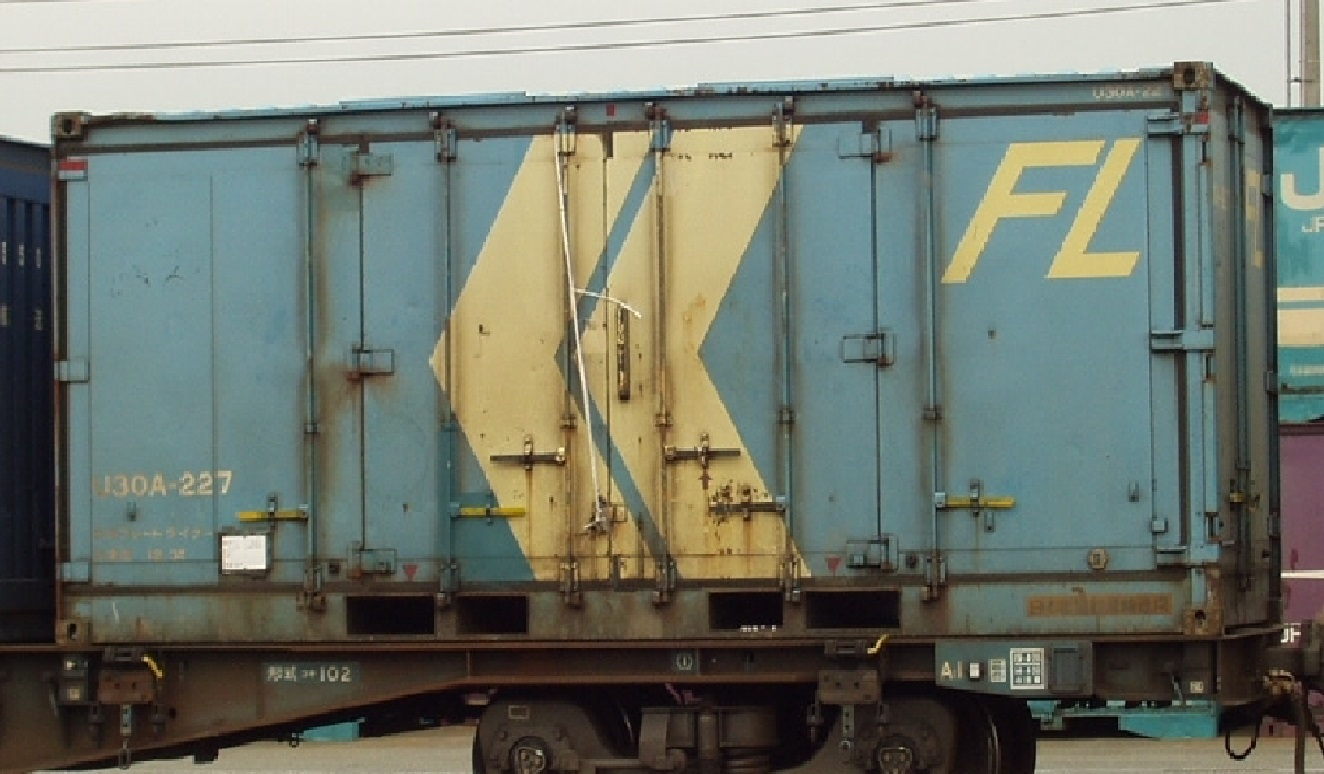
U30A-227 日本フレートライナー所有。 ※ ドアの造りは従来のコルゲートから平板へ変わった。

- 228 - 234 : 日本フレートライナー所有。総重量12.3t。
- 235 - 237 : 日本フレートライナー所有（フットワークエクスプレス）。総重量12.3t。
- 238 : 日本フレートライナー所有（松岡満運輸借受）。総重量12.3t。後に借り受け解除によりフレートライナー所有へ変更。
- 239 - 244 : 日本フレートライナー所有。総重量12.3t。
- 245 - 264 : センコー所有。自重2.5t、総重量11.5t。
- 265 - 294 : フットワークエクスプレス所有。総重量10t。

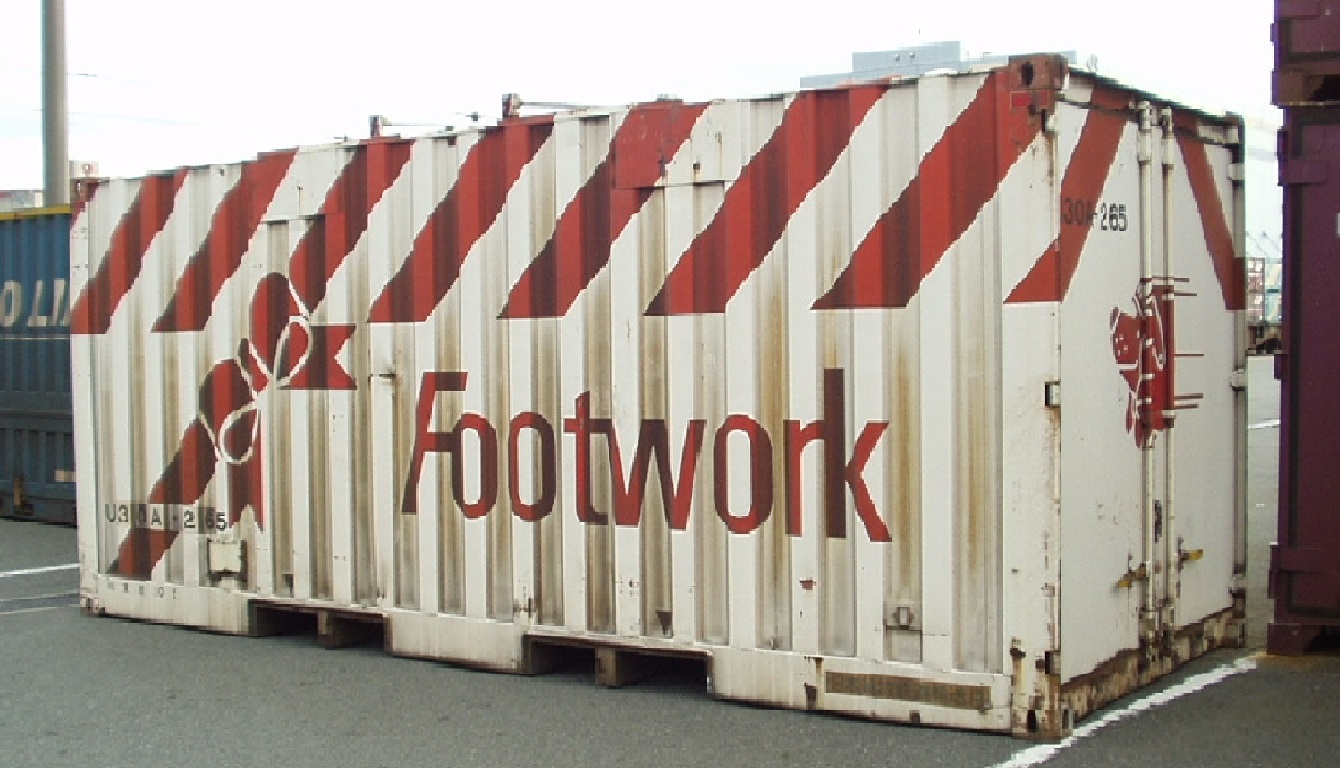
U30A-265 フットワークエクスプレス所有。

- 295 - 304 : センコー所有。自重2.5t、総重量11.5t。

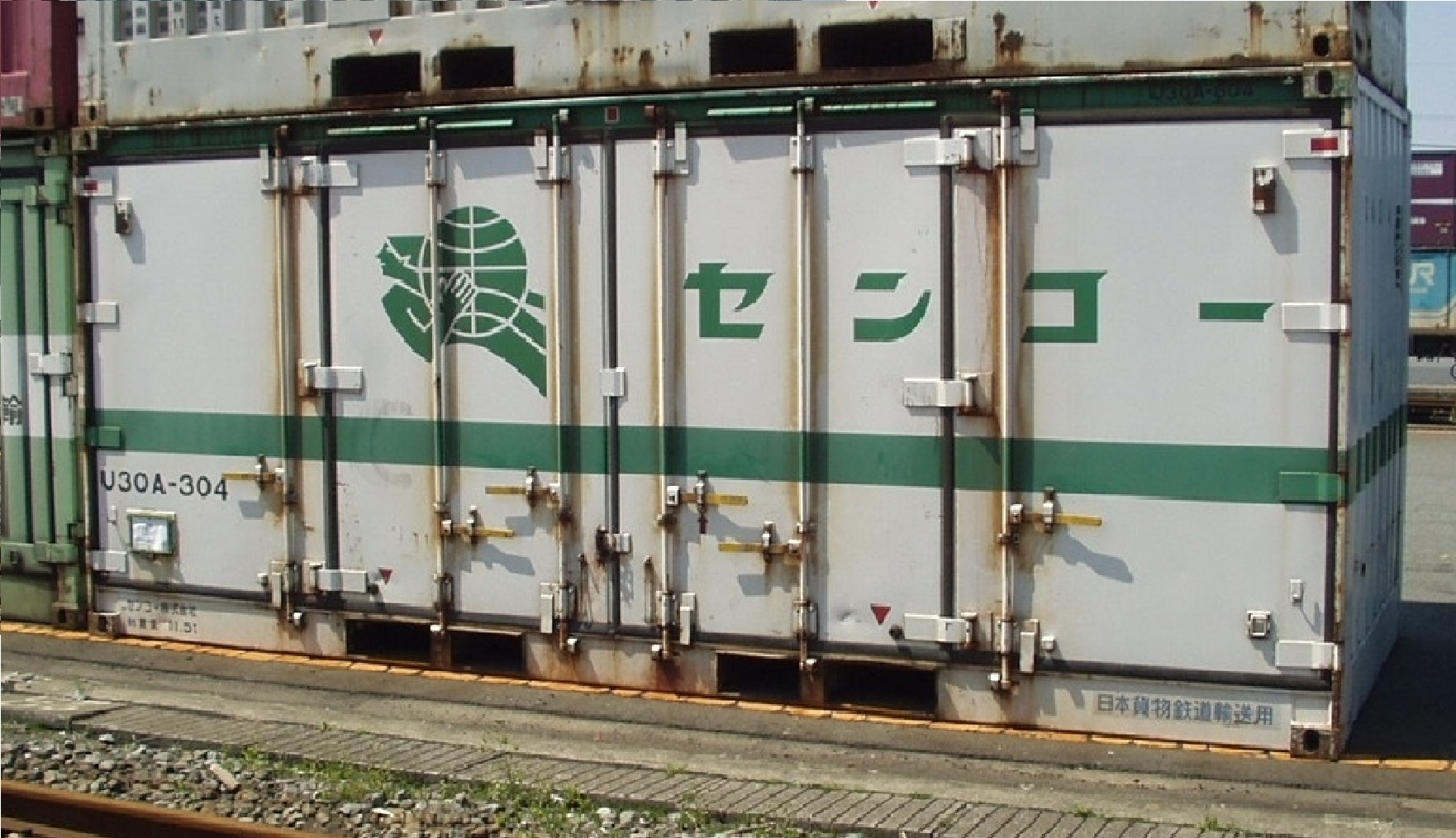
U30A-304 センコー所有。 ※ ドアの造りは従来のコルゲートから平板へ変わった。 正面となる片側のみの開閉構造。

- 305 - 324 : フットワークエクスプレス所有。総重量10t。
- 325 - 327 : 中央通運所有。総重量12.3t。

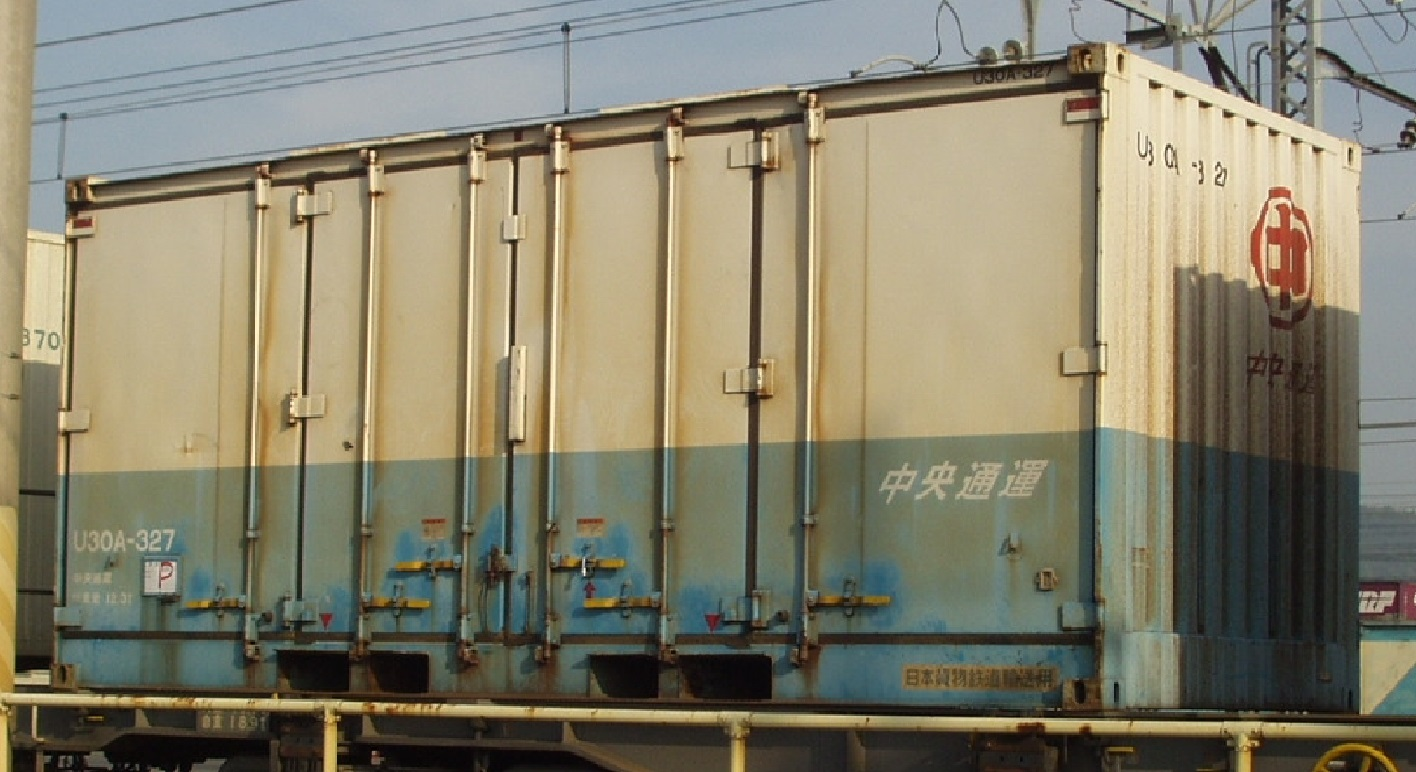
中央通運所有。 ※ 正面と反対側の対面開閉構造。

- 328 - 332 : 鹿島臨海通運所有。自重3.3t、総重量12.3t。

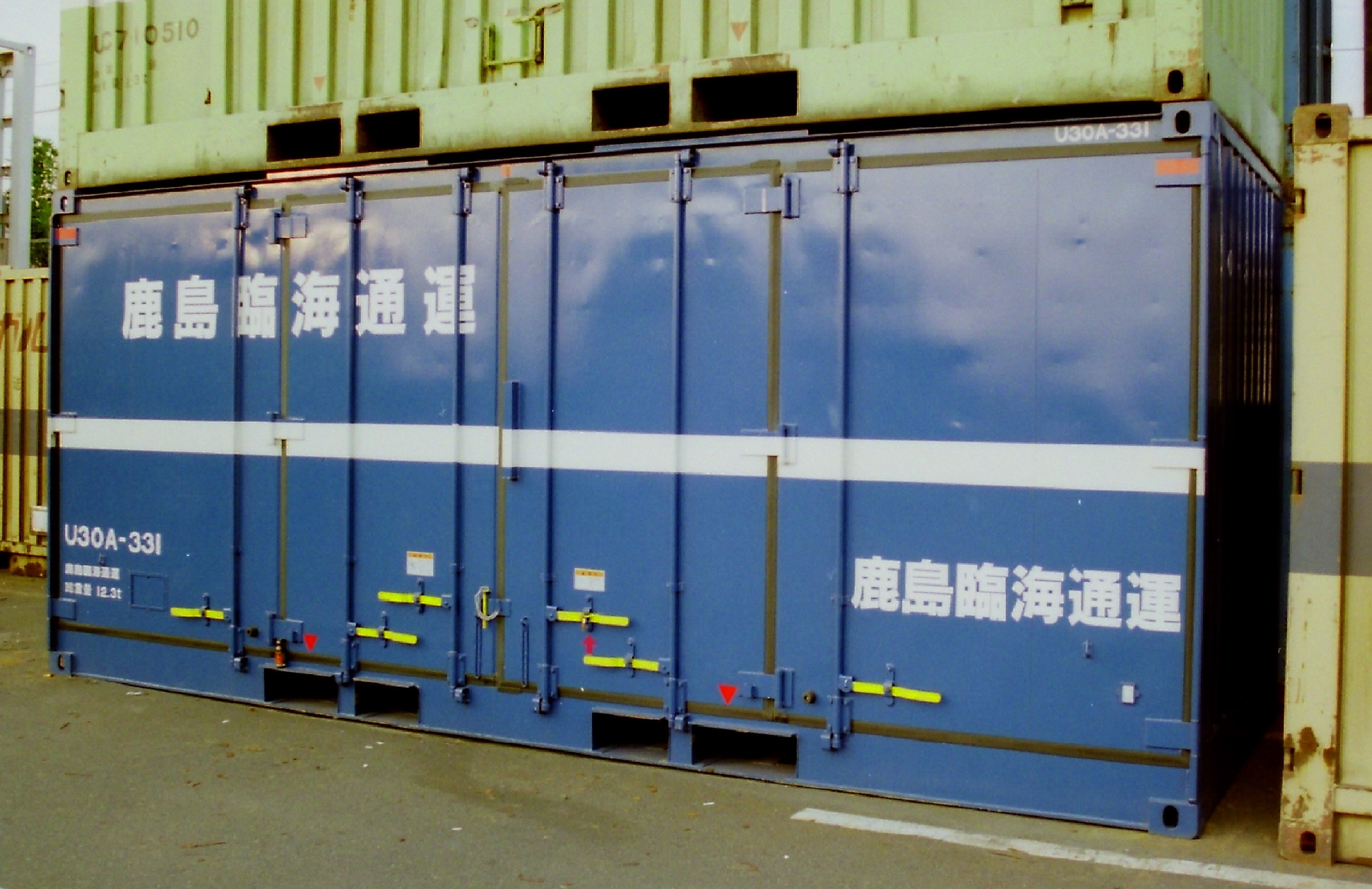
U30A-331 鹿島臨海通運所有。 ※ 正面と反対側の対面開閉構造。

- 333 - 337 : 札幌通運所有。総重量12.3t。

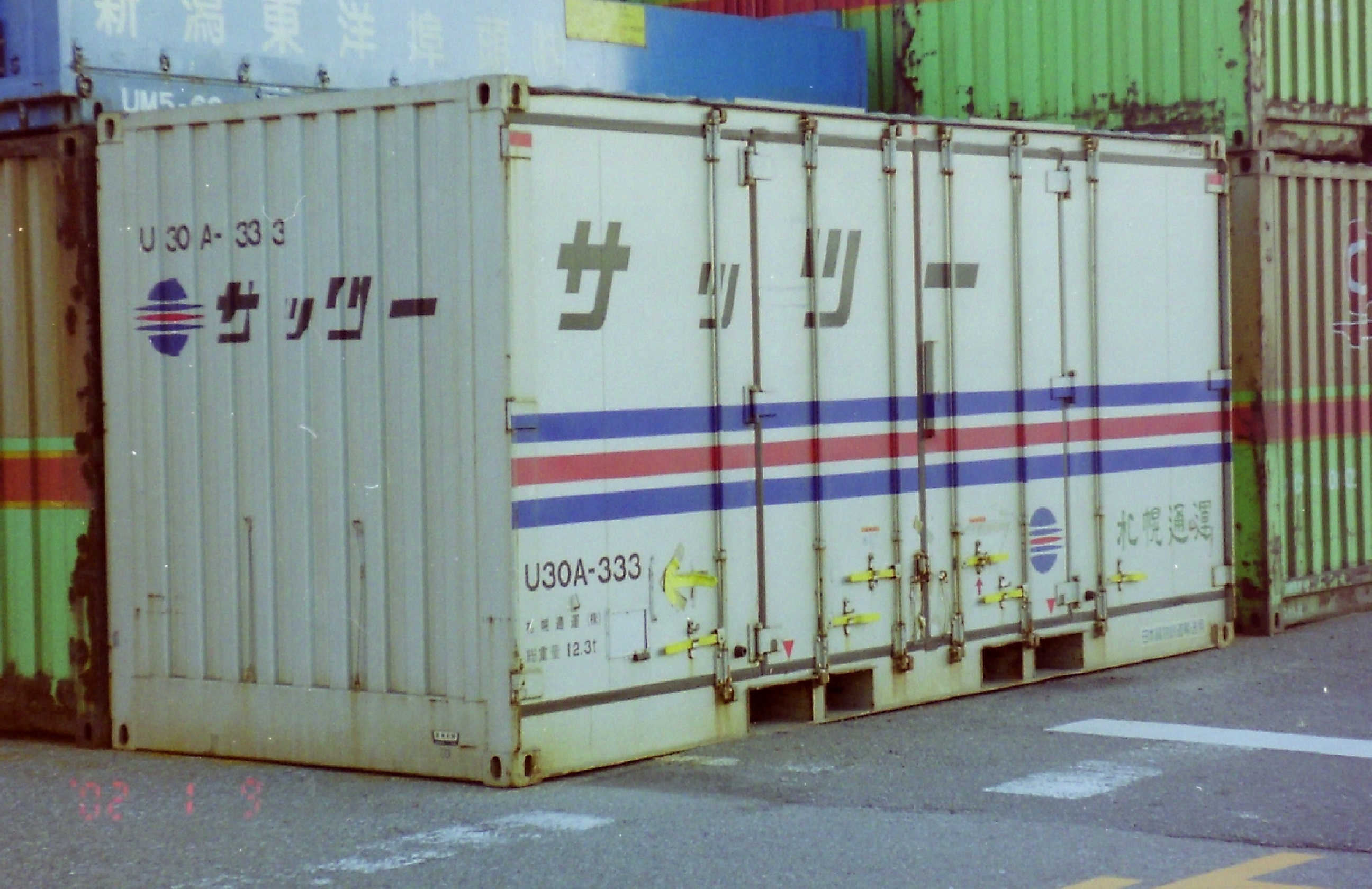
U30A-333 札幌通運所有。 ※ 正面と反対側の対面開閉構造。

### 5000番台
- 5001 : 日本オイルターミナル所有。総重量13.5t。
- 5002 - 5004 : 日本通運松山支店所有。総重量13.3t。

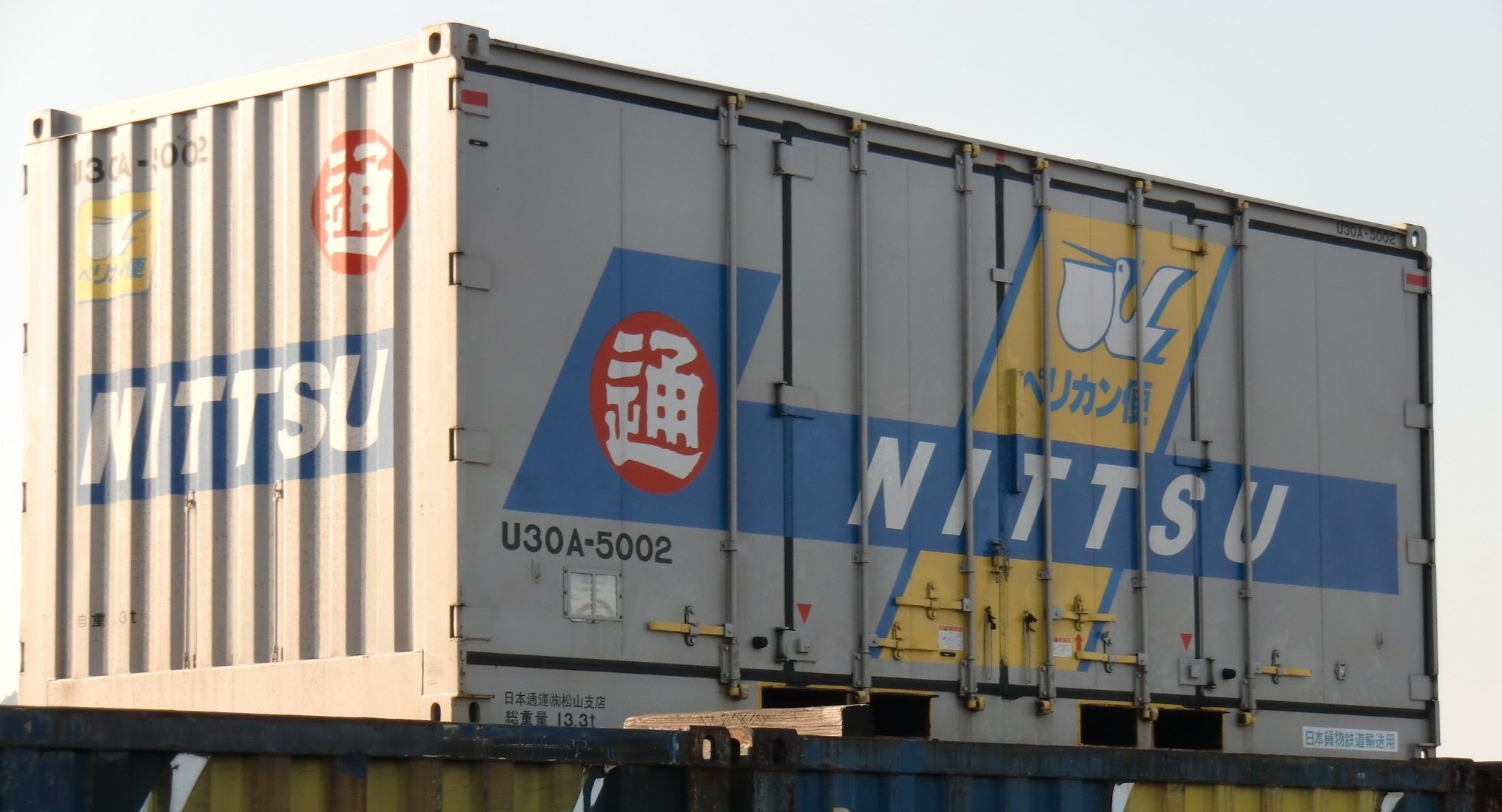
U30A-5002 日本通運松山支店所有。 ※ 正面と反対側の対面開閉構造。
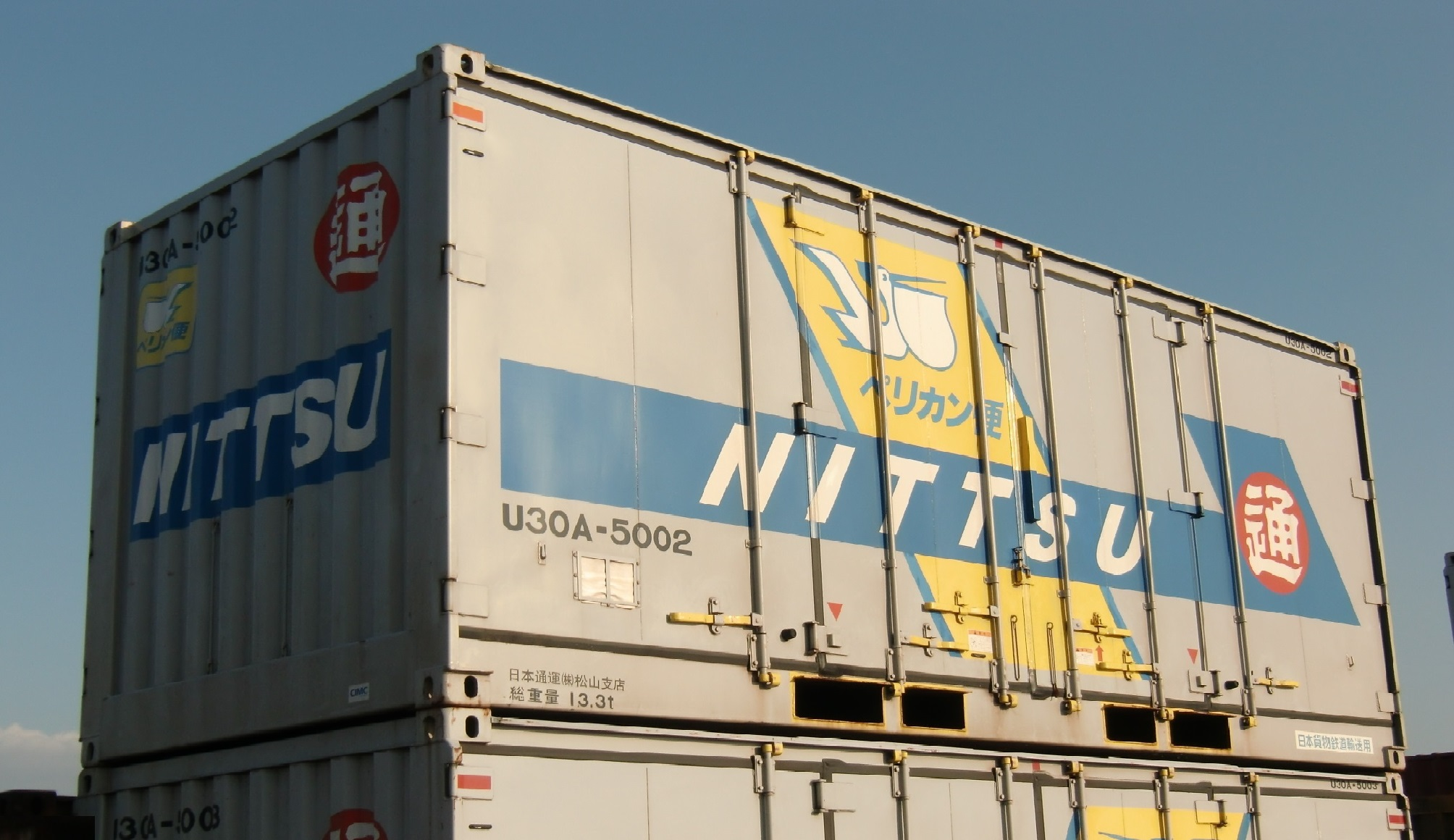
U30A-5002 日本通運松山支店所有。 ※ 正面と反対側の対面開閉構造。
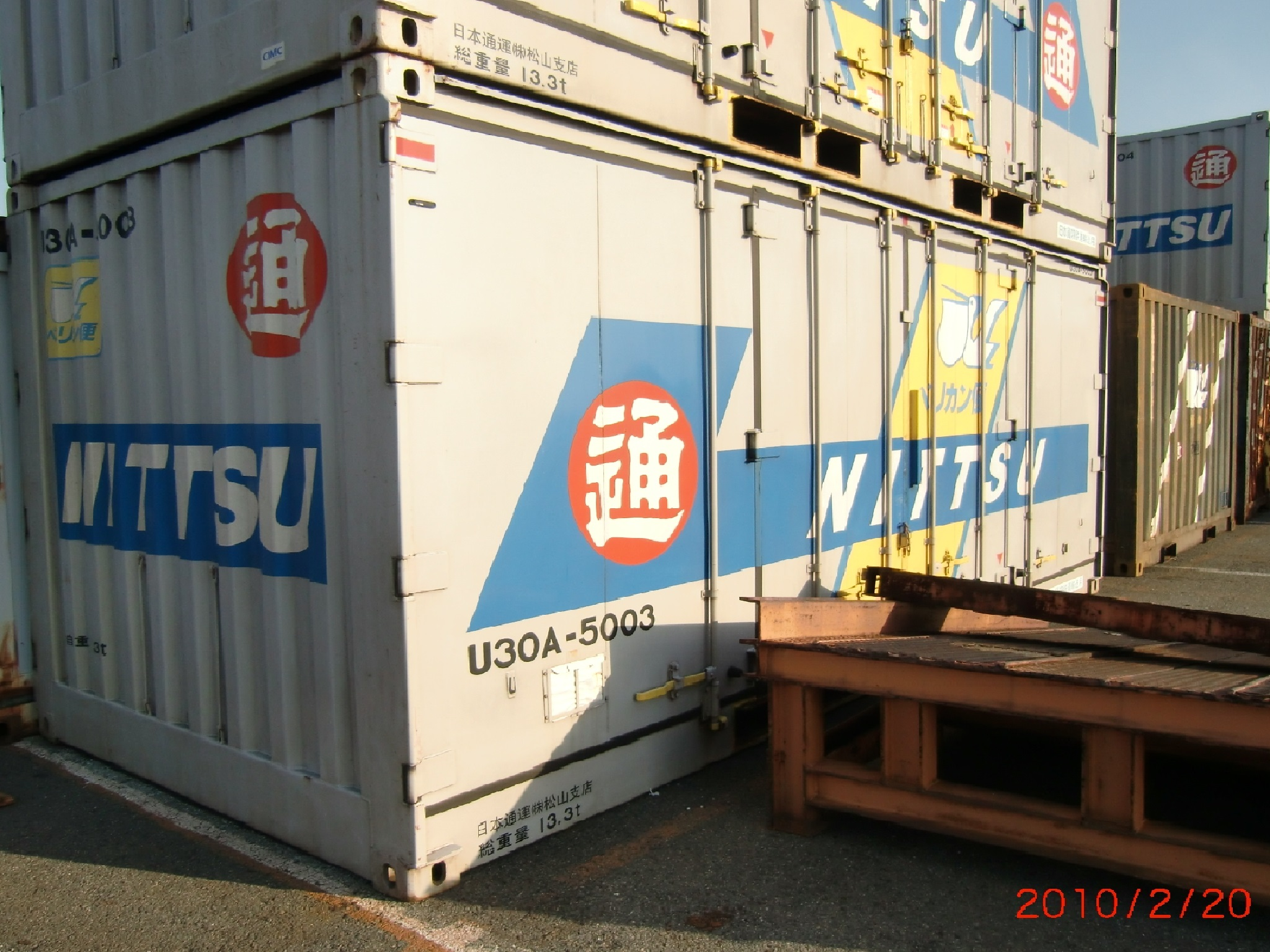
U30A-5003 日本通運松山支店所有。 ※ 正面と反対側の対面開閉構造。
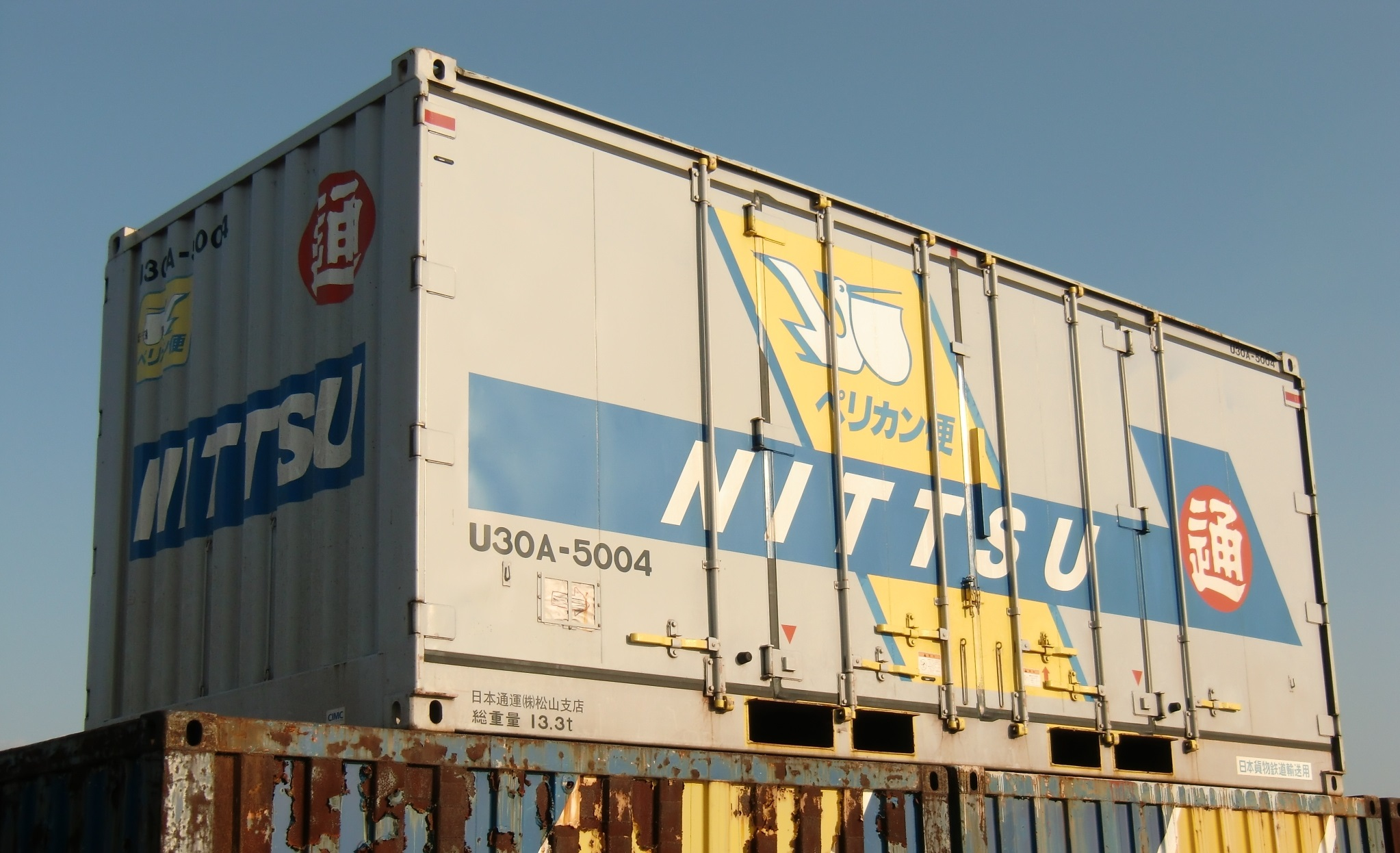
U30A-5004 日本通運松山支店所有。 ※ 正面と反対側の対面開閉構造。

- 5005 : 広友リース所有（広友ロジックス借受）。総重量13.5t。

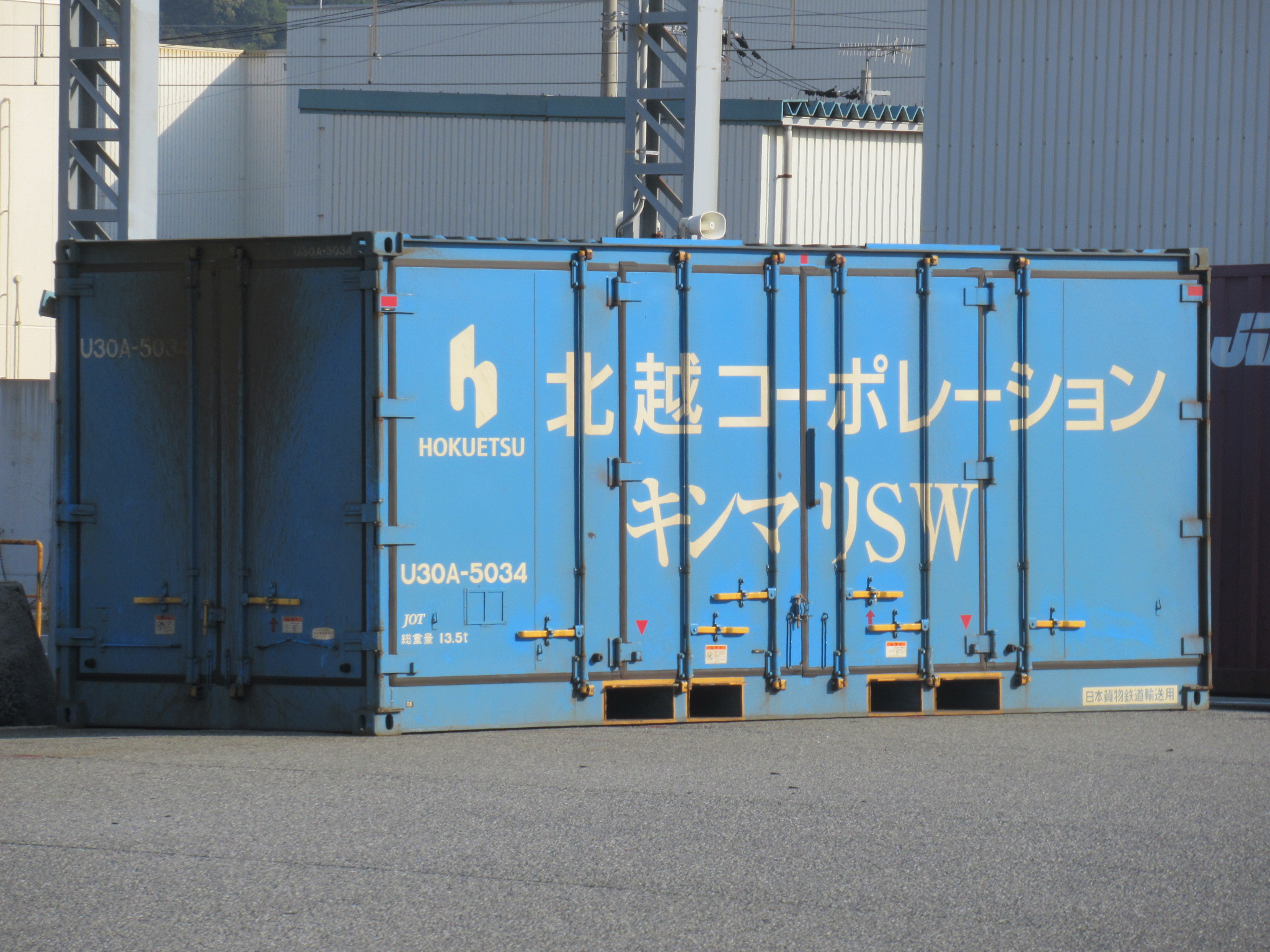
U30A-5034 日本石油輸送所有、北越コーポレーション借受。
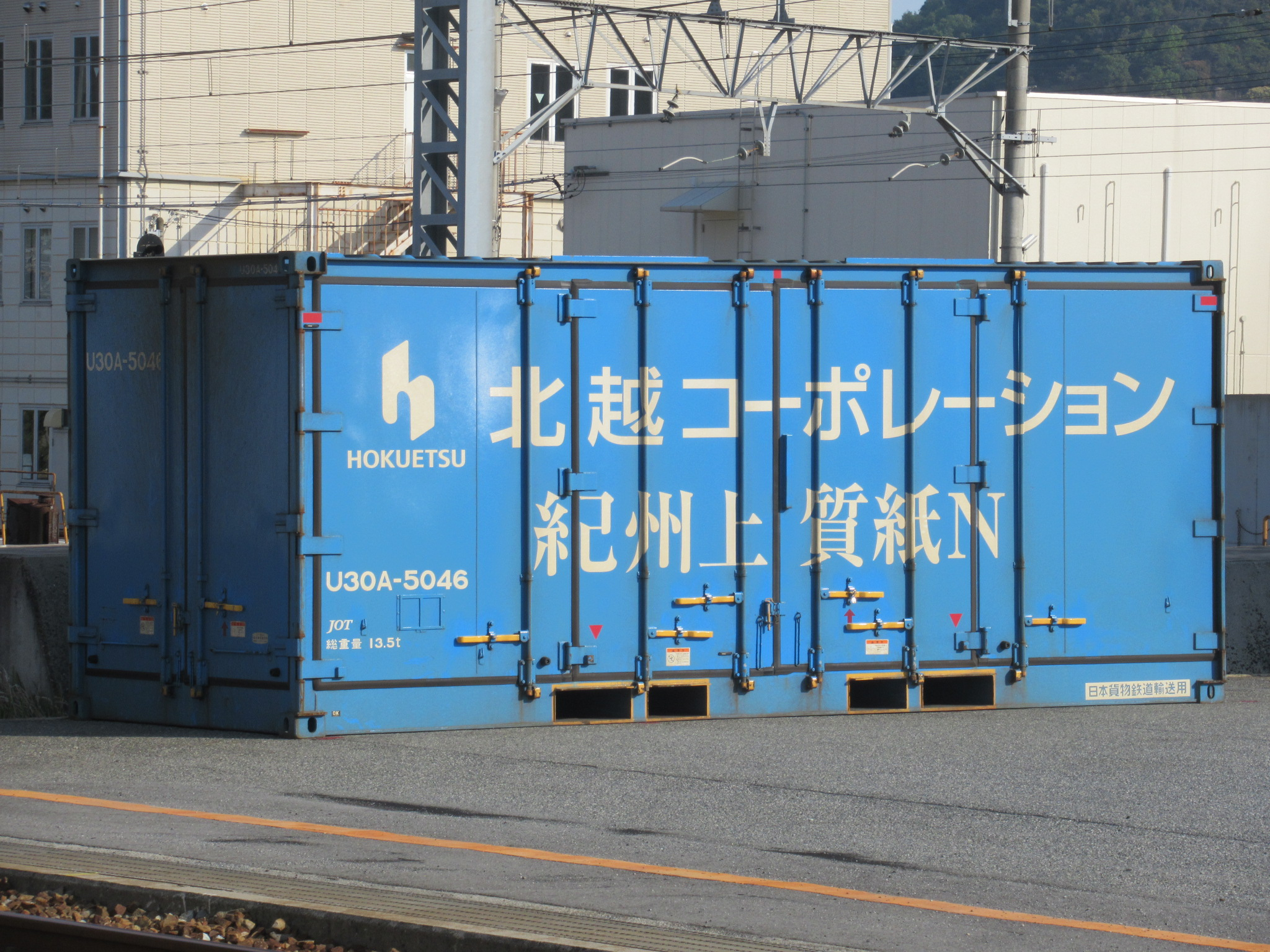
U30A-5046 日本石油輸送所有、北越コーポレーション借受。